# Istenszülő elszenderedése katedrális (Nagybánya)
A nagybányai Istenszülő elszenderedése katedrális műemlékké nyilvánított épület Romániában, Máramaros megyében. A romániai műemlékek jegyzékében az MM-II-m-B-04471 sorszámon szerepel.